# Bergtjärnen (Rämmens socken, Värmland, 667868-140031)
Bergtjärnen är en sjö i Filipstads kommun, som ingår i Göta älvs huvudavrinningsområde.